# Kongress der kurdischen demokratischen Gesellschaft in Europa
Der Kongress der kurdischen demokratischen Gesellschaft in Europa (kurdisch: Kongreya Civakên Demokratîk a Kurdîstanîyên Ewrupa, (KCD-E); bis Mitte 2014 Konföderation der Kurdischen Vereine in Europa (kurdisch: Konfederasyona Komelên Kurd Li Avrupa, KON-KURD)) ist die Organisationsstruktur der Untergrundorganisation der PKK in Europa mit Sitz in Brüssel.
Dem KCD-E gehören Vereinsföderationen aus mehreren europäischen Ländern sowie Vereine aus Australien und Kanada an. Ihre Mitglieder sind die verschiedenen Föderationen der kurdischen Vereine in den jeweiligen Ländern. In Deutschland heißt die Mitgliedsorganisation NAV-DEM (Navenda Civaka Demokratîk ya Kurdên li Almanyayê; deutsch: Demokratisches Gesellschaftszentrum der Kurden in Deutschland e. V.) (bis Mitte 2014 Yekitîya Komalên Kurd li Elmanya (YEK-KOM)), der wiederum einzelne Vereine angehören. NAV-DEM betrachtet sich als Dachverband mit koordinierender Funktion für kurdische Organisationen in Deutschland.
In Österreich ist der Verband der Kurdischen Vereine in Österreich (FEYKOM) Mitglied der KCD-E und versteht sich als Dachverband der kurdischen Vereine in Österreich.
Im Vereinigten Königreich heißt die Mitgliedsföderation FED-BIR (Kurdish Federation in UK).